# Homaliodendron exiguum
Homaliodendron exiguum är en bladmossart som beskrevs av Fleischer 1908. Homaliodendron exiguum ingår i släktet Homaliodendron och familjen Neckeraceae. Inga underarter finns listade i Catalogue of Life.